# Libro de los muertos de Amenemhat
El Libro de los muertos de Amenemhat es un rollo de siete metros de largo exhibido en el Museo Real de Ontario y considerado uno de sus tesoros. Un Libro de los Muertos es un artefacto funerario (y religioso) clave encontrado en cualquier tumba del Antiguo Egipto. Los arqueólogos han descubierto un amplio rango de estilos y detalles en rollos lo que ha llevado a los académicos a concluir que el Libro de los muertos fue un objeto que cualquier egipcio de la Antigüedad se aseguraba de tener para el viaje hacia la otra vida. 

## El Libro de los muertos del ROM
El Libro de los muertos del ROM es uno de los denominados "tesoros" (Iconic Objects) de su colección. Adquirido en Egipto por Charles T. Currelly, este libro es un rollo de siete metros de largo que fue encontrado en la tumba de Amenemhat cerca de Luxor.  Restaurado en 2009, el Libro de los muertos de Amenemhat cuenta con un número de imágenes y escrituras únicas. Fragmentos del rollo se encuentran en exhibición permanente en la galería egipcia. 

## Amenemhat
Amenemhat fue un egipcio acaudalado que vivió cerca de Luxor durante el periodo ptolemaico (alrededor de los años 300-320 a. C.). 